# Tualang Sembilar Baru
Tualang Sembilar Baru is een bestuurslaag in het regentschap Aceh Tenggara van de provincie Atjeh, Indonesië. Tualang Sembilar Baru telt 162 inwoners (volkstelling 2010).